# Božidar Butigan
Božidar Butigan (27 dicembre 1963) è un ex giocatore di calcio a 5 ed ex calciatore croato.

## Carriera
Butigan fu calciatore del Dubrovnik, con cui giocò le prime due edizioni della massima divisione croata. Tuttavia, si affermò a livello internazionale nelle competizioni di calcio a 5. Come massimo riconoscimento in carriera vanta la partecipazione al FIFA Futsal World Championship 2000 in cui la nazionale croata – al debutto nella competizione – è stata eliminata nel girone del secondo turno comprendente Spagna, Portogallo e Paesi Bassi. L'anno seguente Butigan è tra i convocati per lo UEFA Futsal Championship 2001 in cui la Croazia non supera il primo turno.